# Reserva Natural de Paposo
La Reserva nacional de Paposo es un área protegida por el estado de Chile que se encuentra ubicada en la región de Antofagasta, se ubica a 65 km al norte del pueblo de Paposo.

Esta reserva se caracteriza por ser fitogeográficamente rodeada por un ambiente árido representativo de esta zona norte del país. Contiene alrededor de 115 especies de flora diferente y el 32% corresponde a flora con algún grado de problema en su conservación.

## Flora
La Reserva nacional de Paposo se caracteriza un ambiente donde se producen neblinas costeras o mejor conocidas como camanchacas, el lugar físicamente llega a alcanzar hasta 2000 metros de altura y con una planicie de 500 a 1500 metros con pendiente.
este tipo de planicie con relieve y altura permite que la neblina quede atrapada produciendo una mayor cantidad en agua corriente en las cascadas del área, no obstante las raras precipitaciones del lugar contribuye aún más a estas corrientes aún mayor que en las regiones del sur del país.
las lluvias escasas de la zona producen que eb el suelo estéril nazcan variedades de plantas cubriendo quebradas y cerros, aquí podemos ver plantas de todo tipo y colores como rojo intenso, lilas, violetas etc.
la flora de esta zona llama la atención por su variedad de plantas en la zona y que científicos determinan que tiene en su mayoría riesgo de desaparecer

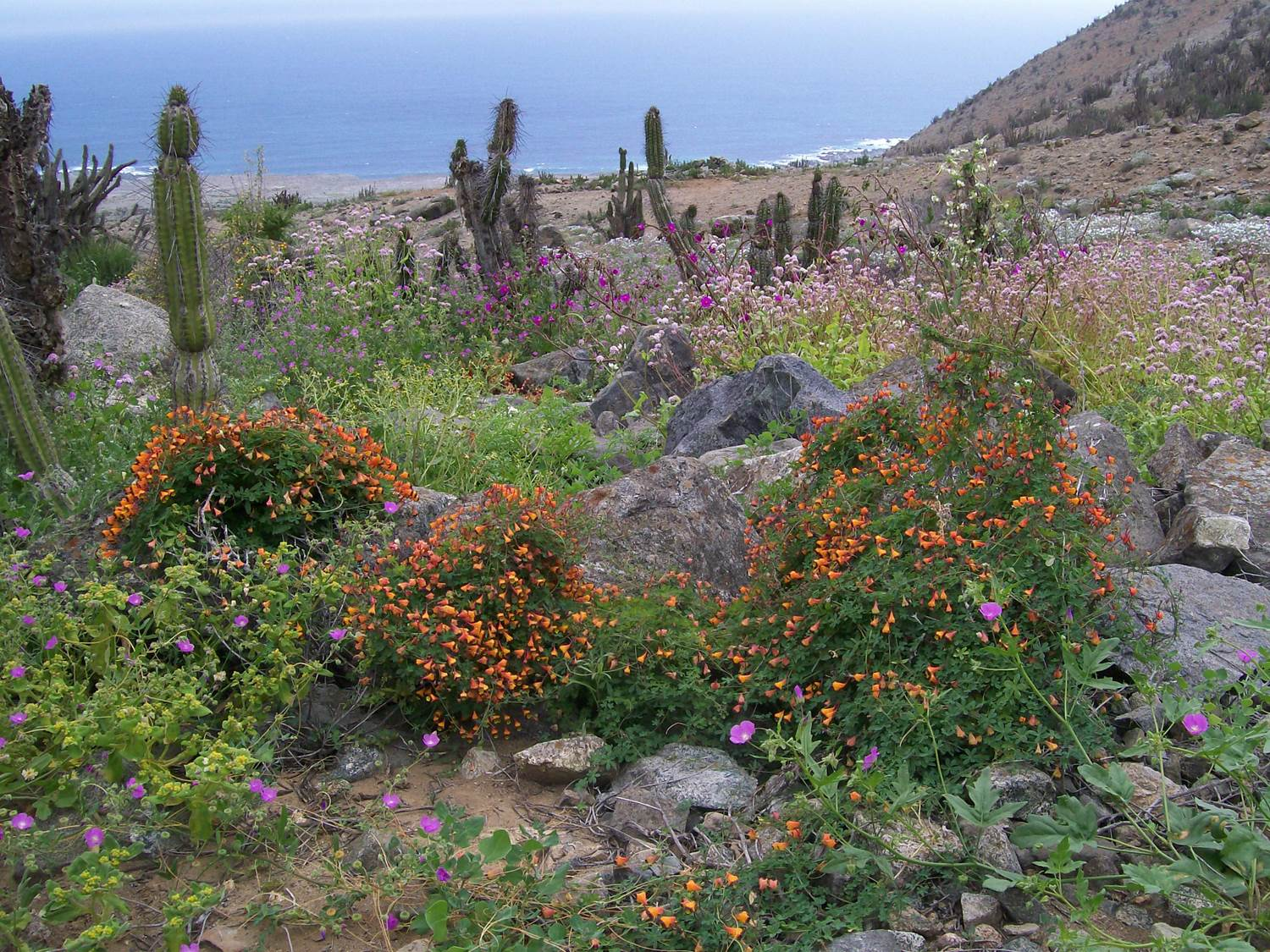
flora de la reserva nacional de Paposo, Antofagasta

## Fauna
En Paposo es posible encontrar,: guanacos, vicuñas, zorro culpeo, zorro chilla, roedores como el lauchon orejudo y en reptiles la Lagartija del género Liolaemus y anfibios como el Sapo de Rulo.
por otro lado en tanto las aves concierne. las especies encontradas en esta reserva son; Pingüinos de Humbolt, Piquero, Pelicano, Yeco, Jote de cabeza colorada y zarapito.
en esta reserva se encuentran zonas de protección de estos animales y hábitat establecidos por ellos mismos, aquí se mantiene su crianza, reproducción y descanso.

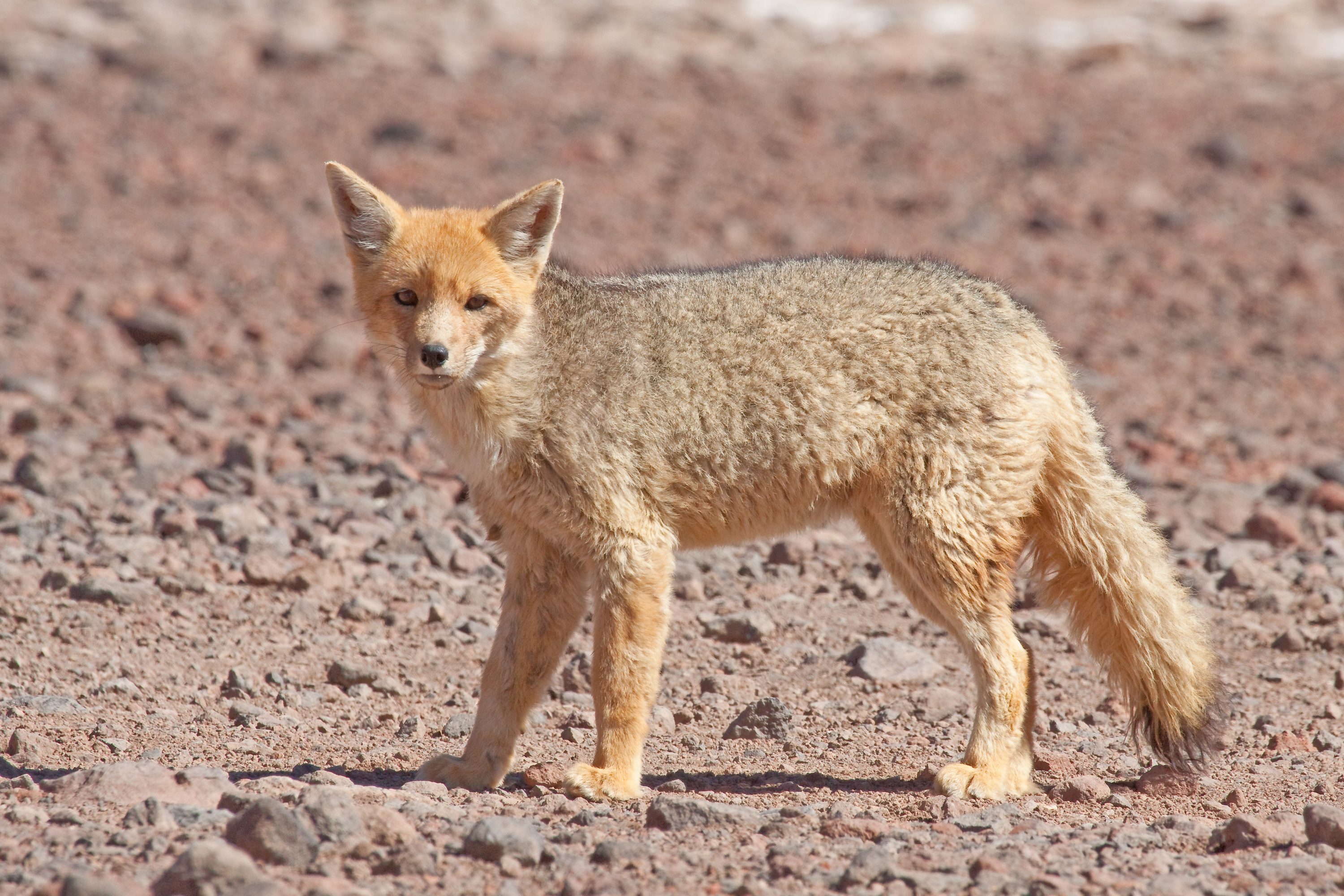
Zorro culpeo

## Accesos
Se puede acceder durante todo el año, se puede acceder por el norte por de la carretera Panamericana, Ruta CH-5 Norte a la altura del km. 1.326, en donde se desprende un camino secundario de aproximadamente 56 km que llega a la costa. Por el sur, por de la carretera Panamericana, ruta CH–5 norte a la altura del km. 1.096, de donde se desprende un ramal de 25 km que conecta con el puerto de Taltal; luego se continua por la ruta CH–1, tramo de 152 km. hacia el norte, hasta llegar al sector Paposo Norte.